# Аркул де Тріумф
Національний регбійний стадіон «Аркул де Тріумф» — багатоцільовий стадіон у Бухаресті, Румунія. Побудований на місці колишнього стадіону, він переважно приймає домашні матчі національної збірної Румунії з регбі та ФК «Динамо» Бухарест.

## Історія
На цьому стадіоні планувалося провести ігри чемпіонату Європи УЄФА серед юнаків до 19 років 2021, але турнір скасували через пандемію COVID-19.
Він названий на честь розташованої неподалік тріумфальної арки в Бухаресті.
Збірні Австрії, Франції та України базувалися на стадіоні під час підготовки (і між матчами) до (та між матчами на) Євро-2020.
Перша спортивна подія, проведена на стадіоні, відбулася 3 липня 2021 року, коли 4 400 глядачів спостерігали за матчем із регбі-юніон між Румунією та Аргентиною.
З 2022 року він також тимчасово прийматиме футбольний клуб «Динамо» (Бухарест), поки не завершиться будівництво нового стадіону «Динамо».
У 2025 році тут відбудуться матчі чемпіонату Європи УЄФА серед юнаків до 19 років.